# Heller in Pink Tights
Heller in Pink Tights (bra: O Pistoleiro e a Bela Aventureira; prt: Agarrem Essa Loira) é um filme de faroeste e aventura americano em Technicolor de 1960 adaptado do romance de 1955 de Louis L'Amour, Heller with a Gun. É estrelado por Sophia Loren e Anthony Quinn e foi dirigido por George Cukor.

## Elenco
- Ramon Novarro como De Leon
- Sophia Loren como Angela Rossini
- Anthony Quinn como Thomas 'Tom' Healy
- Margaret O'Brien como Della Southby
- Steve Forrest como Clint Mabry
- Eileen Heckart como Sra. Lorna Hathaway
- Edmund Lowe como Manfred 'Doc' Montague
- George Mathews como Sam Pierce
- Edward Binns como Xerife Ed McClain
- Frank Silvera como Santis (um mineiro)
- Cal Bolder como Goober (o homem de De Leon)

## Enredo
Na década de 1880, seguida por cobradores, a Healy Dramatic Company chega a Cheyenne para tocar no maior teatro do oeste. A trupe de Tom Healy inclui artistas como Angela Rossini, Della Southby, Lorna Hathaway e Doc Montague. Depois que um credor chega, Angela arrisca a si mesma e os recibos da noite em um jogo de pôquer com o pistoleiro Clint Mabry, mas perde.
Depois que a empresa deixa Cheyenne, Mabry se junta a eles e mata três índios atacantes. Em sua pressa, a equipe deixa seu carrinho e outros pertences para trás. Depois de uma longa caminhada, eles chegam às montanhas. Angela confessa a Tom que ela se perdeu para Mabry em um jogo de pôquer, e Tom está chateado porque Mabry a reivindica como sua propriedade.
Um pistoleiro contratado por um homem chamado De Leon atira em Tom, pensando que ele é Mabry. Quando Mabry encontra o atirador, ele descobre que De Leon colocou um contrato em sua vida. De Leon havia originalmente contratado Mabry para matar três homens em Cheyenne por US $ 5.000.
O grupo chega a uma cidade próxima, mas Tom está com febre alta. Ele desfaz a empresa e diz a Ângela que volte para sua casa e que, após vender os cavalos, enviará parte do dinheiro para ela.
Mabry pede a Angela que o ajude a recuperar os $ 5.000 de De Leon. Ela recolhe o dinheiro e espera em Bonanza por um momento adequado quando Mabry pode se juntar a ela. Mabry diz a ela para manter o que ela perdeu no jogo de pôquer. De Leon instrui seus dois espiões a segui-la. Angela compra um teatro com US $ 5.000 e o nomeia Teatro de Healy.
Depois de se recuperar de seus ferimentos, Tom e os outros membros da equipe chegam a Bonanza. Eles ficam surpresos ao ver o teatro. Eles compartilham um feliz reencontro e encenam o drama Mazeppa com grande sucesso.
Mabry chega para reclamar seu dinheiro de Angela, e ela confessa que gastou tudo no teatro, mas por causa do sucesso de sua produção, ela consegue pagá-lo. Mabry é notada pelos capangas de De Leon, e Tom ajuda sua fuga.
No teatro vazio, Tom espera por Angela, que está desaparecida junto com Mabry. Quando ela chega, ela garante a Tom que ela fez um acordo com Mabry hipotecando o teatro e diz a ele que ela assinou o contrato como a Sra. Thomas Healy. Tom a pega em seus braços e eles partem alegremente.